# Blackshear
Blackshear és una població dels Estats Units a l'estat de Geòrgia. Segons el cens del 2000 tenia 3.283 habitants.

## Demografia
Segons el cens del 2000, Blackshear tenia 3.283 habitants, 1.354 habitatges, i 894 famílies. La densitat de població era de 296,2 habitants per km².
Dels 1.354 habitatges en un 30% hi vivien nens de menys de 18 anys, en un 45,3% hi vivien parelles casades, en un 17,8% dones solteres, i en un 33,9% no eren unitats familiars. En el 32% dels habitatges hi vivien persones soles el 15,1% de les quals corresponia a persones de 65 anys o més que vivien soles. El nombre mitjà de persones vivint en cada habitatge era de 2,35 i el nombre mitjà de persones que vivien en cada família era de 2,96.
Per edats la població es repartia de la següent manera: un 25,3% tenia menys de 18 anys, un 7,6% entre 18 i 24, un 24,6% entre 25 i 44, un 24,5% de 45 a 60 i un 18% 65 anys o més.
L'edat mediana era de 40 anys. Per cada 100 dones de 18 o més anys hi havia 76,3 homes.
La renda mediana per habitatge era de 27.285 $ i la renda mediana per família de 38.414 $. Els homes tenien una renda mediana de 30.263 $ mentre que les dones 22.067 $. La renda per capita de la població era de 14.611 $. Entorn del 16,9% de les famílies i el 21% de la població estaven per davall del llindar de pobresa.

## Poblacions més properes
El següent diagrama mostra les poblacions més properes.